# Megazosteria shawi
Megazosteria shawi är en kackerlacksart som beskrevs av M. Josephine Mackerras 1966. Megazosteria shawi ingår i släktet Megazosteria och familjen storkackerlackor. Inga underarter finns listade i Catalogue of Life.